# Добромир Чилингиров
Добромир Стилиянов Чилингиров е български издател.

## Биография
Роден е през 1909 г. в София. Син на писателя Стилиян Чилингиров. Завършва Първа мъжка гимназия и Софийски университет „Св. Климент Охридски“, специалност право. Има собствено книгоиздателство „Добромиир Чилингиров“, работи като издател. След 9 септември 1944 г. участва в ликвидацията на частните издателства, включително и собственото. Занимава се с търговия на стари книги, доставя ценни книги на държавната антикварна книжарница. След смъртта на баща си, се занимава с литературно-изследователска дейност на творчеството му, подрежда огромния писателски архив, сътрудничи на вестници и списания. Умира през 1974 г. в София.

## Творчество
Автор е на статиите „Личността и делото на Васил Левски в творчеството на Стилиян Чилингиров“, „Ученическото просветно дружество „Наука и изкуство“; „Стилиян Чилингиров и театъра“; „Софийските шопи“, „За моята книгоиздателска дейност“ и други. Пише спомени за Димитър Талев, Георги Бакалов, Иван Вазов, Елин Пелин, Владимир Русалиев, Димитър Димов и други.
Личният му архив се съхранява във фонд 1477К в Централен държавен архив. Той се състои от 1120 архивни единици от периода 1898 – 1974 г.